# Acanthaspidia typhlops
Acanthaspidia typhlops är en kräftdjursart som först beskrevs av Georg Ossian Sars 1879.  Acanthaspidia typhlops ingår i släktet Acanthaspidia och familjen Acanthaspidiidae. Inga underarter finns listade i Catalogue of Life.